# Ландтаг Саара
Ландтаг Саара (нем. Landtag des Saarlandes) является законодательным собранием (ландтагом) немецкой земли Саар. Он избирается жителями Саара и в настоящее время состоит из 51 представителя трёх фракций. Нынешним премьер-министром Саара является Анке Релингер.

## История
В результате поражения Германской империи в Первой мировой войне Саарская область была отделена от Германии. С 1920 и по 1935 год Ландесрат (земельный совет) Саара существовал как местный представительный орган и, таким образом, как предшественник Ландтага Саара. Во времена Третьего рейха представительных органов в Сааре не было. После поражения Германии во Второй мировой войне Саар стал французским протекторатом.
23 мая 1947 года была сформирована конституционная комиссия из 20 членов для разработки основополагающего документа земли Саар на парламентской основе других немецких земель. 5 октября 1947 года было избрано конституционное собрание, которое после успешного принятия конституции стало первым парламентом земли Саар.
Ландтаг земли Саар собирается в здании, построенном в 1865/1866 годах для Общества казино Саарбрюккена на нынешней улице Франц-Йозеф-Редер-Штрассе. Здание было спроектировано архитектором Юлиусом Карлом Рашдорфом, известным как проектировщик Берлинского собора.
После распада в январе 2012 года Коалиции Ямайки, в которую входили ХДС, СвДП и Зеленые, Саар управлялся правительством меньшинства, состоящим исключительно из Христианско-демократического союза, который имел 19 мест, что на 7 мест меньше большинства. После земельных выборов в марте 2012 года ХДС сформировал большую коалицию с СДПГ.

### Выборы в Ландтаг Саара с 1947
| Выборы          | Мест | Распределение мандатов между партиями | Распределение мандатов между партиями | Распределение мандатов между партиями | Распределение мандатов между партиями | Распределение мандатов между партиями | Распределение мандатов между партиями | Распределение мандатов между партиями | Распределение мандатов между партиями | Распределение мандатов между партиями | Распределение мандатов между партиями | Распределение мандатов между партиями | Прим. |
| Выборы          | Мест | СДПГ                                  | ХДС                                   | АдГ                                   | Левая                                 | Пираты                                | Зелёные                               | СвДП/ДПС                              | ХНП/НПС                               | НДС                                   | СДПС                                  | КПС                                   | Прим. |
| --------------- | ---- | ------------------------------------- | ------------------------------------- | ------------------------------------- | ------------------------------------- | ------------------------------------- | ------------------------------------- | ------------------------------------- | ------------------------------------- | ------------------------------------- | ------------------------------------- | ------------------------------------- | ----- |
| 5 октября 1947  | 50   | —                                     | —                                     | —                                     | —                                     | —                                     | —                                     | 3                                     | 28                                    | —                                     | 17                                    | 2                                     |       |
| 30 ноября 1952  | 50   | —                                     | —                                     | —                                     | —                                     | —                                     | —                                     | —                                     | 29                                    | —                                     | 17                                    | 4                                     |       |
| 18 декабря 1955 | 50   | 7                                     | 14                                    | —                                     | —                                     | —                                     | —                                     | 12                                    | 13                                    | —                                     | 2                                     | 2                                     |       |
| 4 декабря 1960  | 50   | 16                                    | 19                                    | —                                     | —                                     | —                                     | —                                     | 7                                     | 6                                     | 2                                     | —                                     | —                                     |       |
| 27 июня 1965    | 50   | 21                                    | 23                                    | —                                     | —                                     | —                                     | —                                     | 4                                     | 2                                     | —                                     | —                                     | —                                     |       |
| 14 июня 1970    | 50   | 23                                    | 27                                    | —                                     | —                                     | —                                     | —                                     | —                                     | —                                     | —                                     | —                                     | —                                     |       |
| 4 мая 1975      | 50   | 22                                    | 25                                    | —                                     | —                                     | —                                     | —                                     | 3                                     | —                                     | —                                     | —                                     | —                                     |       |
| 27 апреля 1980  | 51   | 24                                    | 23                                    | —                                     | —                                     | —                                     | —                                     | 4                                     | —                                     | —                                     | —                                     | —                                     |       |
| 10 марта 1985   | 51   | 26                                    | 20                                    | —                                     | —                                     | —                                     | —                                     | 5                                     | —                                     | —                                     | —                                     | —                                     |       |
| 28 января 1990  | 51   | 30                                    | 18                                    | —                                     | —                                     | —                                     | —                                     | 3                                     | —                                     | —                                     | —                                     | —                                     |       |
| 16 октября 1994 | 51   | 27                                    | 21                                    | —                                     | —                                     | —                                     | 3                                     | —                                     | —                                     | —                                     | —                                     | —                                     |       |
| 5 сентября 1999 | 51   | 25                                    | 26                                    | —                                     | —                                     | —                                     | —                                     | —                                     | —                                     | —                                     | —                                     | —                                     |       |
| 5 сентября 2004 | 51   | 18                                    | 27                                    | —                                     | —                                     | —                                     | 3                                     | 3                                     | —                                     | —                                     | —                                     | —                                     |       |
| 30 августа 2009 | 51   | 13                                    | 19                                    | —                                     | 11                                    | —                                     | 3                                     | 5                                     | —                                     | —                                     | —                                     | —                                     |       |
| 25 марта 2012   | 51   | 18                                    | 19                                    | —                                     | 8                                     | 4                                     | 2                                     | —                                     | —                                     | —                                     | —                                     | —                                     |       |
| 26 марта 2017   | 51   | 17                                    | 24                                    | 3                                     | 7                                     | —                                     | —                                     | —                                     | —                                     | —                                     | —                                     | —                                     |       |
| 27 марта 2022   | 51   | 29                                    | 19                                    | 3                                     | —                                     | —                                     | —                                     | —                                     | —                                     | —                                     | —                                     | —                                     |       |

1. ↑  С 1957 года парламентская группа Христианской народной партии Саара (ХНП) называла себя фракцией ХСС, в 1959 года она присоединилась к ХДС.
2. 1 2  По решению Конституционной комиссии от 19 апреля 1956 года Демократическая партия Саара получила одно из прежних мест ХНП.
3. ↑  7 декабря 1984 года депутат Петер Линднер вышел из парламентской группы СДПГ.
4. 1 2  7 августа 2007 года депутат Барбара Спаниол покинула партию и парламентскую группу «Союз 90 / Зелёные» и впоследствии стала членом ландтага в качестве беспартийного члена группы «Левые».
5. 1 2  15 декабря 2011 года предыдущий лидер парламентской группы СвДП Кристиан Шмитт покинул её и 19 декабря 2011 года присоединился к парламентской группе ХДС.
6. 1 2  12 апреля 2012 года (до первой сессии 15-го ландтага) депутат Пиа Деринг перешла из партии «Левые» в СДПГ.
7. 1 2  26 января 2015 года депутат Михаэль Нейсес перешёл из фракции «Пиратов» во фракцию «Союз 90 / Зелёные».
8. 1 2  2 августа 2018 года Дагмар Энш-Энгель вышла из Левой партии. В июле 2020 года Лутц Хекер был исключён из фракции АдГ, в ноябре 2021 года Барбара Спаниол была исключена из группы «Левые». Затем в ноябре 2021 года Энш-Энгель и Спаниол основали парламентскую группу SaarLinke.

## Последние выборы
Последние земельные выборы состоялись 27 марта 2022 года:
| Партия                                    | Мест |
| ----------------------------------------- | ---- |
| Социал-демократическая партия Германии    | 29   |
| Христианско-демократический союз Германии | 19   |
| Альтернатива для Германии                 | 3    |

Выборы проводятся с использованием системы пропорционального представительства с процентным барьером в 5%.